# Ech Chaïba
Ech Chaïba (în arabă أولاد رحمة) este o comună din provincia Biskra, Algeria.
Populația comunei este de 9.280 de locuitori (2008).